# Friedhelm Thiedig
Friedhelm Thiedig (* 7. April 1933 in Blumberg; † 5. Dezember 2024) war ein deutscher Geologe und Hochschullehrer.

## Leben
1945 floh die Familie Thiedig vor den heranrückenden sowjetischen Truppen nach Erfurt in Thüringen.
Schon zu Schulzeiten interessierte sich Friedhelm Thiedig für Geologie, 1951 machte er sein Abitur an der Erfurter Oberschule „Zur Himmelspforte“. Im August 1951 hatte er Gelegenheit, als Helfer bei Ausgrabungen eozäner Wirbeltiere im Braunkohletagebau Geiseltal im Saalekreis mitarbeiten zu können. Vermittelt durch Hans Gallwitz (1896–1958) vom Geologisch-Paläontologischen Institut der Martin-Luther-Universität Halle-Wittenberg erhielt Friedhelm Thiedig im September 1951 einen Studienplatz am Geologischen Institut in Halle.
Im März 1952 wurde er von einem Kommilitonen angesprochen, ob er bereit sei, in einer studentischen Widerstandsgruppe mitzuarbeiten. Friedhelm Thiedig nahm an den so genannten „Briefaktionen“ teil, d. h. an der Verteilung des Satire-Magazins Tarantel und von Flugblättern der Kampfgruppe gegen Unmenschlichkeit (KgU). Im April 1952 wurde die gesamte Gruppe verhaftet. Friedhelm Thiedig wurde, da er der Gruppe nicht lange angehört und nur an wenigen Aktionen teilgenommen hatte, zu einer Strafe von 3,5 Jahren verurteilt, die er in der Strafvollzugsanstalt Torgau absaß.
Nachdem Thiedig im Oktober 1955 aus der Haft entlassen worden war, wurde ihm an seinem Wohnort Erfurt eine Arbeitsstelle als Abfüller in einer Schuhcremefabrik zugeteilt. Diese Arbeit trat er nicht an. Obwohl er nur einen Ausweis mit Gültigkeitsbeschränkung auf den Bezirk Erfurt hatte, reiste er nach Berlin und verließ Ende Oktober die DDR in Richtung Westen. Er setzte sein Geologiestudium in Tübingen fort, promovierte (Dissertation: Der südliche Rahmen des Saualpen-Kristallins in Kärnten) und habilitierte später in Hamburg.
1986 wurde Friedhelm Thiedig auf den Lehrstuhl für Historische und Regionale Geologie der Erde an der Westfälischen Wilhelms-Universität in Münster berufen. Expeditionen führten ihn u. a. nach Kärnten, Spitzbergen, in den Nord-Iran, zum Geographischen Nordpol und nach Libyen, wo er an der Entdeckung von quartären See-Sedimenten während der warmen Zwischeneiszeiten beteiligt war. 2003 wurde ihm das Große Ehrenzeichen des Landes Kärnten verliehen. Auch nach seiner Emeritierung 1997 unternahm Friedhelm Thiedig zahlreiche Exkursionen, u. a. nach Libyen, Madagaskar und in die Antarktis.
Er war verheiratet und hatte drei Kinder. Er lebte mit seiner Frau Elke in Norderstedt.

## Schriften (Auswahl)
- Erlebnisse am 17. Juni 1953 als politischer Häftling im Zuchthaus Torgau/Elbe. In: 17juni53.de. Abgerufen am 5. Mai 2020.
- Fahrt zum Geografischen Nordpol und zum Franz Josef Land (2005) – mit Beschreibung der Klagenfurt Inseln und der auffällig großen Steinkugeln östlich Kap Fiume auf Champ Island (FJL). In: Carinthia II. 196./116. Jahrgang, Klagenfurt 2006, S. 9–32 (zobodat.at [PDF; 11,2 MB]).
- Geologie und Tektonik des Magdalensbergs und Verbreitung des Alt-Paläozoikums in Mittelkärnten (Österreich). In: Carinthia II. 195./115. Jahrgang, Klagenfurt 2005, ISBN 3-85328-036-6, S. 97–156 (zobodat.at [PDF]).
- mit Gudrun Frohnert: Der Ulrichsberg – eine Reliefumkehr. Geologischer Aufbau und erdgeschichtliche Entwicklung des „mons carantanus“ am Stadtrand von Klagenfurt. In: Carinthia II. 198./118. Jahrgang, Klagenfurt 2008, S. 47–82 (zobodat.at [PDF]).